# دانشنامه امام علی

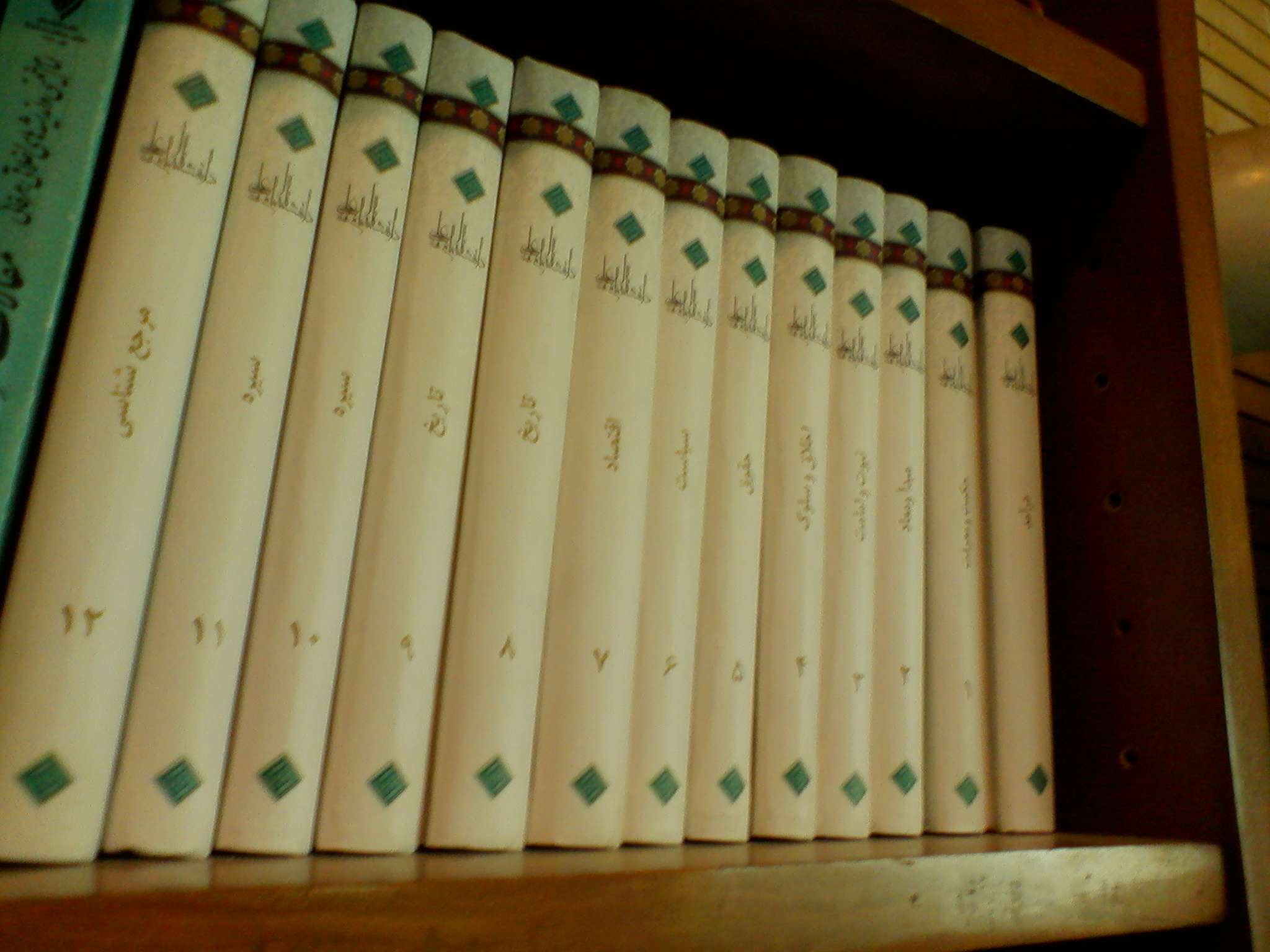
دانشنامهٔ امام علی

دانشنامهٔ امام علی دانشنامه‌ای موضوعی در زمینهٔ شخصیت، سیره، و اندیشه‌های علی بن ابی‌طالب و پدیده‌های هم‌عصر و پس از دوران اوست. این دانشنامه که برای چهارمین بار تجدیدچاپ شده، برگزیدهٔ کتاب سال جمهوری اسلامی ایران، برترین پژوهش دینی ایران، برگزیدهٔ کتاب سال حوزه، و همچنین کتاب سال ولایت شده‌است.
این دانشنامه در ۶٬۰۰۰ صفحه و دوازده جلد با ۱۳۰ مدخل اصلی و حدود ۳٬۰۰۰ مدخل فرعی تدوین شده‌است. تألیف این دانشنامه به سرپرستی علی‌اکبر رشاد و با سرویراستاری محمد اسفندیاری و با همکاری بیش از ۲۰۰ نفر از استادان حوزه و دانشگاه در ایران و در پژوهشکده دانشنامه‌نگاری دینی پژوهشگاه فرهنگ و اندیشه اسلامی صورت گرفته‌است. علاوه بر ۱۲ جلد اصلی، یک مجلد نیز با عنوان «درآمد» در دانشنامه تدوین شده‌است.
مجلدات دانشنامه و موضوع‌های آنها
- جلد یکم: «حکمت و معرفت»
- جلد دوم: مبدأ و معاد
- جلد سوم: نبوت و امامت
- جلد چهارم: اخلاق و سلوک
- جلد پنجم: حقوق
- جلد ششم: سیاست
- جلد هفتم: اقتصاد
- جلد هشتم و نهم: تاریخ
- جلد دهم و یازدهم: سیره
- جلد دوازدهم: مرجع‌شناسی